# 장성 김인후 신도비
장성 김인후 신도비(長城 金麟厚 神道碑)는 조선시대 성리학의 대가로 호남에서 유일하게 문묘에 종사된 동국 18현(東國 十八賢) 가운데 한사람인 하서 김인후의 생애와 행적을 기록한 신도비이다.
전라남도 장성군 황룡면 맥호리 맥동 마을 그의 묘역 입구에 세웠으며 전라남도의 기념물 제219호이다.

## 개요

### 김인후 생애
김인후의 본관은 울산(蔚山)이며, 자는 후지(厚之), 호는 하서(河西)ㆍ담재(湛齋), 시호는 문정(文正)이다.
모재 김안국(金安國)과 신재 최산두(崔山斗)에게 배우고, 1540년 별시 문과에 급제하여 권지승문원부정자에 등용되고 호당(湖堂)에 들어가 사가독서의 은전을 입었다. 홍문관박사 겸 세자시강원 설서가 되어 인종의 스승이 되었다.
홍문관 부수찬에 올라 기묘명현의 신원 복원을 문신으로서 최초로 개진하였으나 이루어지지 않자, 부모 봉양의 걸양(乞養)을 청하여 옥과 현감(玉果 縣監)으로 나갔다.
인종이 갑자기 승하하고 을사사화가 일어나자, 병을 핑계로 사직하고 고향 장성으로 돌아가 평생 성리학 연구에 전념하였다.
그의 성리학 이론은 16세기 조선 성리학계를 이끈 대표적 이론으로 자리 잡아 이와 기에 관한 논쟁의 중심에 있으며, 우리나라 유학사에 있어 아주 중요한 위치를 차지하고 있다.
시문에도 능해 10여권의 시문집이 있으며, 저서로는 『하서집』ㆍ『주역관상편』ㆍ『서명사천도』ㆍ『홍범설시작괘도』ㆍ『백련초해』 등을 저술했고 문집으로 『하서전집』이 있다. 그는 도학(道學)과 절의(節義)와 문장(文章)이 탁연(卓然)하여 백세(百世)의 사표(師表)가 되었다.
장성 필암서원 및 옥과 영귀서원 등에 배향 되었으며, 대광보국숭록대부 영의정에 추증되고 1796년(정조 20) 문묘에 종사되었다.

### 신도비 건립(神道碑 建立)
신도비 건립 경위는 그의 증손 맥촌(麥村) 김형지(金亨祉)가 우암(尤庵) 송시열에게 비문을 청문하려 힘썼으나 뜻을 이루지 못하고 1675년(숙종 원년) 별세하자, 그의 아들 각재(覺齋) 김기하(金器夏)가 선친의 유업을 계승하여 예송 논쟁으로 귀양 가서 해배된 우암(尤庵) 송시열(宋時烈)에게 비문을 청문하여 1682년(숙종 8) 완성을 보게 되었다.
이후 1742년(영조 18)에 김인후의 묘역 입구 동쪽에 거북이 모양의 받침돌 위에 비 몸을 세우고 머릿돌을 올린 신도비를 건립하였다. 비문의 글씨는 도암 이재(李縡)가, 전서는 대사헌 김진상(金鎭商)이 썼다. 전ㆍ후면 각 19행, 양 측면 각 8행, 모두 54행, 1행 54자의 내용으로 되어 있다.
장성 김인후 신도비는 도학과 절의와 문장을 모두 갖추고 문묘에 종사된 그의 생애와 행적을 알 수 있을 뿐만 아니라, 건립 당시 명유(名儒) 우암 송시열이 10여년을 거쳐 지은 명문장으로, 도암 이재가 글씨를 쓰는 등 기록 사료로서의 가치와 역사적ㆍ학술적ㆍ향토사적 가치도 크다.

### 추기 신도비 건립(追記 神道碑 建立)

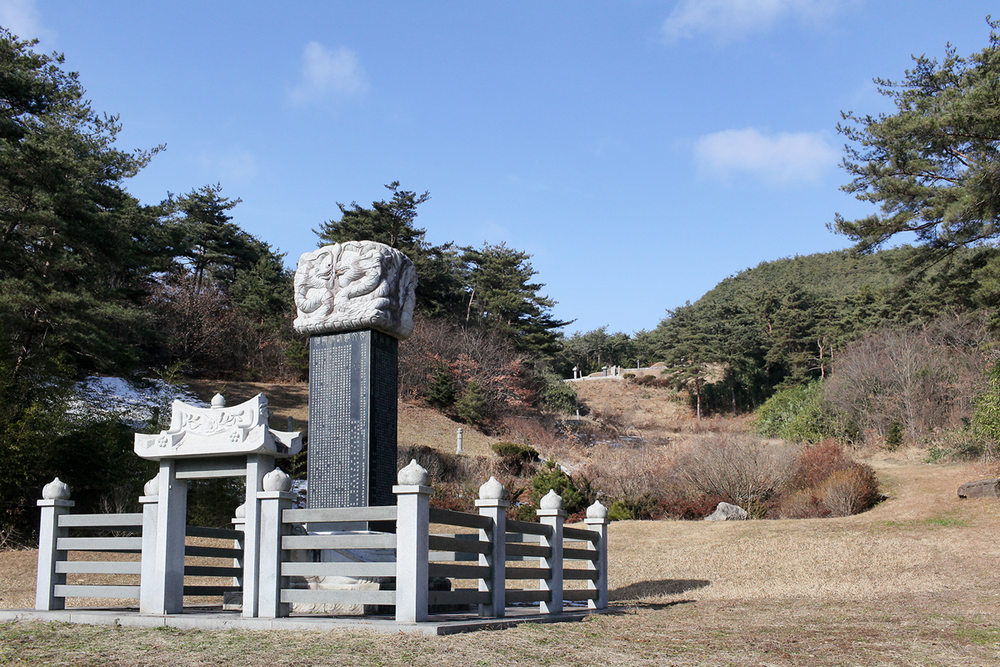
하서 김인후 추기 신도비

기존의 신도비에 1796년(정조 20) 정조 대왕이 하교하신 문묘 승배(陞配), 문정(文正)으로 개시(改諡), 증직(贈職), 명부조(命不祧) 등 추가 사적이 등재되지 않아, 1979년 정월 유림의 총의(總意)를 거쳐 추기 신도비를 건립키로 결의하였다.
1980년 봄 본손(本孫) 담운(湛雲) 김상일(金相一)이 주축이 되어 화산(花山) 권용현(權龍鉉)에게 비문을 청문하여 늦여름에 완성을 보고, 진원(珍原) 박하주(朴廈柱)가 글씨를 써서 1982년 8월 기존의 신도비 좌측에 추기 신도비(追記 神道碑)를 건립하였다.
추기 신도비문의 주요 내용은 기존의 신도비문에 성균관 유생들의 문묘 종향 상소 · 정조대왕의 하교 · 6세 때 지은 상원(上元)의 망월시 · 천명도 저술 내용 등이다.

## 같이 보기
- 김인후
- 장성 필암서원
- 장성 김인후 난산비
- 송시열
- 김기하
- 이재
- 김진상

## 참고 자료
- 장성 김인후 신도비 - 국가유산청 국가유산포털